# Фопполо
Фопполо (итал. Foppolo) — коммуна в Италии, располагается в регионе Ломбардия, в провинции Бергамо.
Население составляет 208 человек (2008 г.), плотность населения составляет 4 чел./км². Занимает площадь 36 км². Почтовый индекс — 24010. Телефонный код — 0345.
В коммуне 15 августа особо празднуется Успение Пресвятой Богородицы.

## Демография
Динамика населения:

## Администрация коммуны
- Официальный сайт: